# Bantoevolken in Zuid-Afrika
De Zuid-Afrikaanse Bantoevolken of zwarte Zuid-Afrikanen vormen in Zuid-Afrika met 78% de grote meerderheid van de bevolking. 
In 1970 werden zwarte Zuid-Afrikanen door de Zuid-Afrikaanse apartheidsregering gedenaturaliseerd en kregen zij de nationaliteit van een van de Bantoestans. Daarmee waren zij volgens de Zuid-Afrikaanse regering niet langer Zuid-Afrikanen, maar onderdanen van andere landen. Op 27 april 1994 werden de Bantoestans weer deel van Zuid-Afrika en kregen zwarte Zuid-Afrikanen de Zuid-Afrikaanse nationaliteit terug. 
Zwarte Zuid-Afrikanen zijn echter verre van homogeen en bestaat uit een groot aantal verschillende volkeren, die tot de Bantoevolkeren behoren. De belangrijkste volkeren zijn:
- Xhosa
- Zoeloes
- Zuid-Ndebele
- Noord-Sotho's
- Basotho
- Tsonga
- Swazi
- Tswana
- Venda

Negen talen van de Bantoe zijn erkend als officiële taal van Zuid-Afrika. Het betreft:
- Zoeloe (gesproken door 24% van de Zuid-Afrikanen)
- Xhosa 18%
- Noord-Sotho 9%
- Tswana 8%
- Zuid-Sotho 8%
- Tsonga 4%
- Swazi 3%
- Venda 2%
- Zuid-Ndebele 2%